# 三包

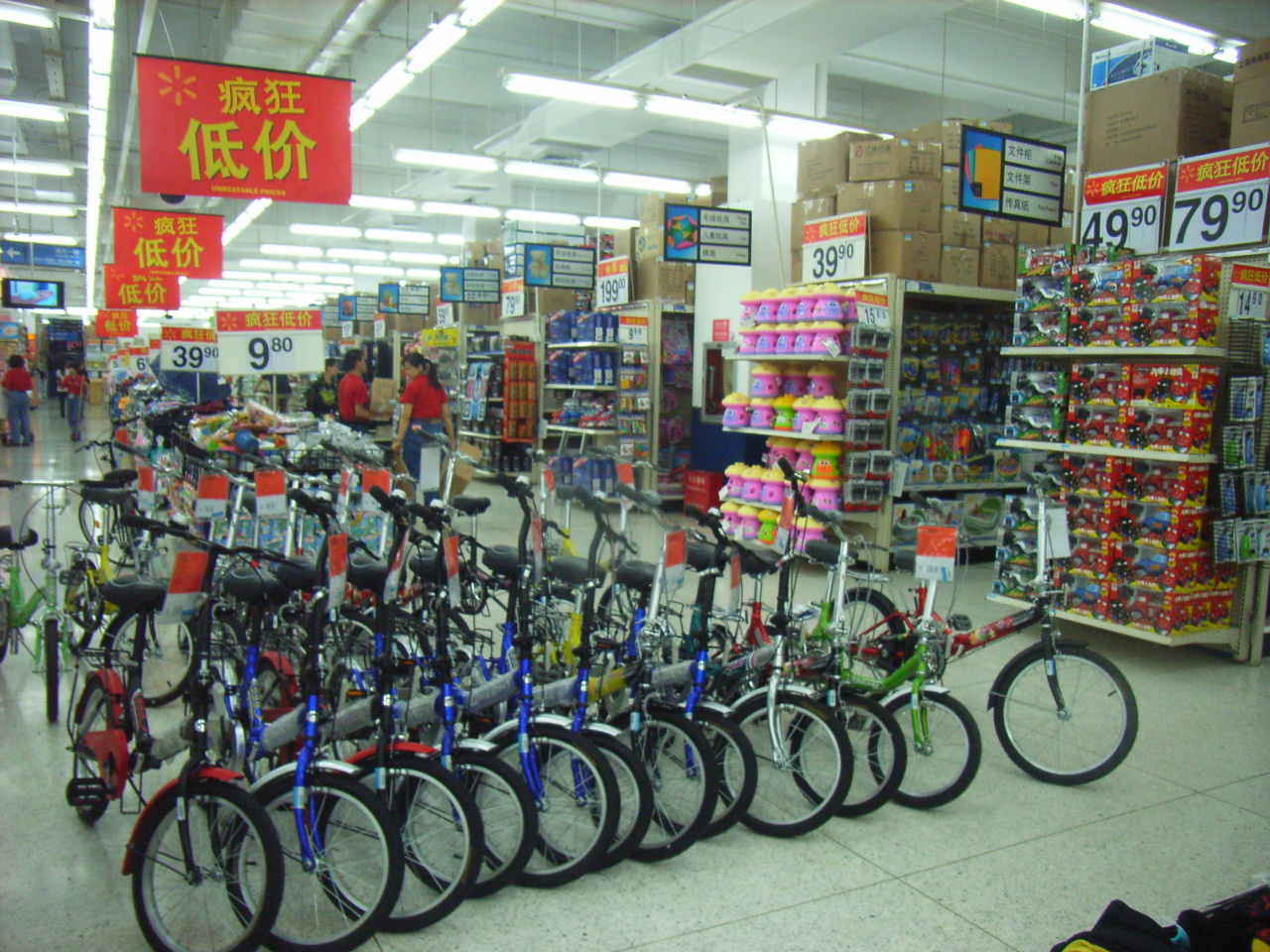
目前中國大陸市場多數牽涉機械運轉或電力運作的日用品都納入三包

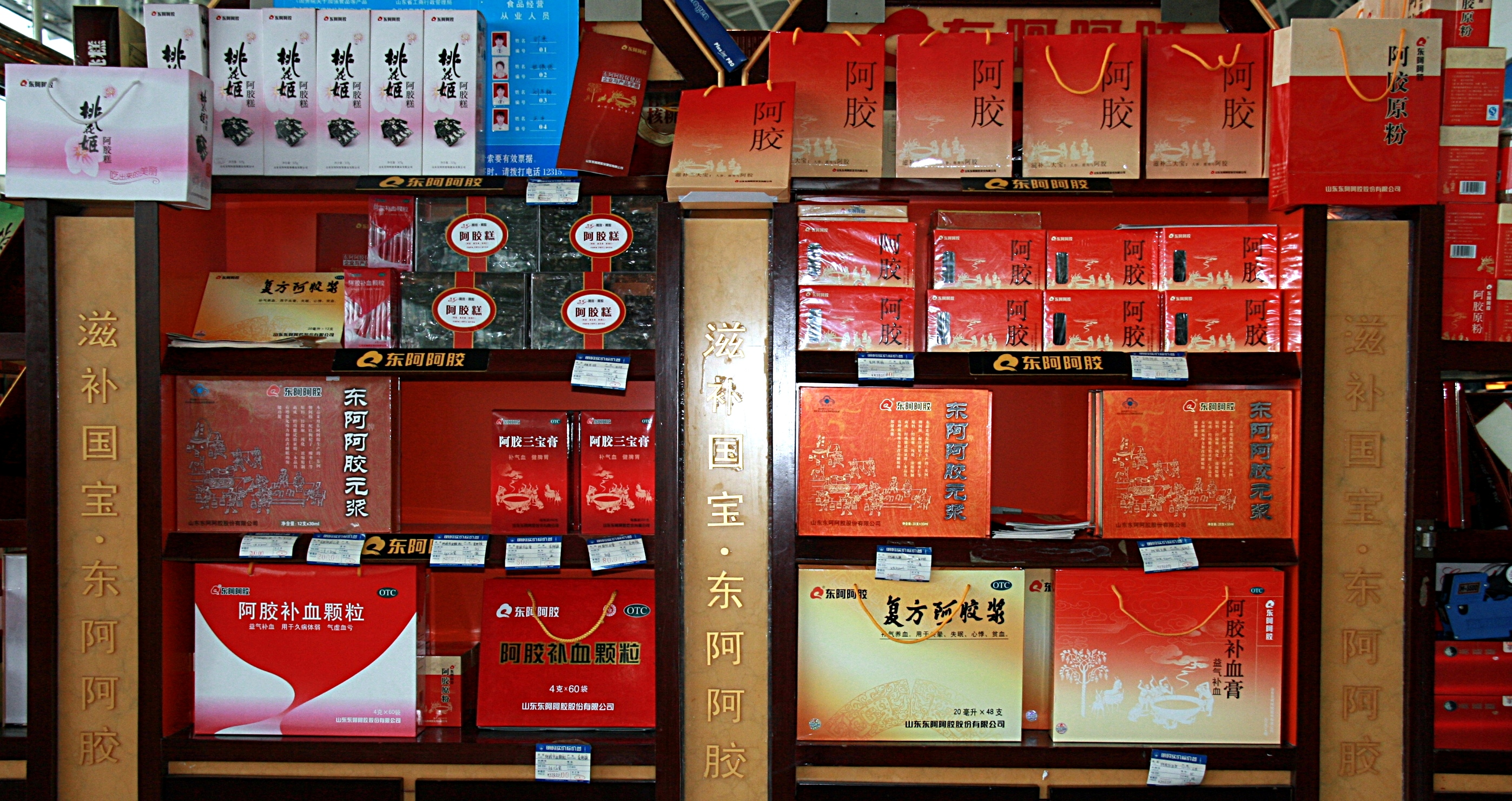
近年一些食品藥品也由廠家主動提供三包服務

三包為中國大陸用語，指一種消費者售後服務模式，“包修、包换、包退”的简称，但通常有期限限制，主要法源來自《部分商品修理更换退货责任规定》（常简称为《新三包法》）。許多企業尤其外商在進入中國市場後不明瞭三包制度的相關規定，或是搬用自己公司在國際的售後服務方式，造成了與法律牴觸的糾紛和訴訟，是一大外商司法爭訟來源。

## 概論
1986年4月国务院发布了《工业产品质量责任条例》明确：产品的生产者、销售者对产品质量负责。产品质量不符合国家的有关法规、质量标准以及合同规定的对产品适用、安全和其他特性的要求的，产品的生产者、销售者“应当负责修理、更换、退货；赔偿实际经济损失。”1995年2月在全国人大七届常委会第三十次会议通过的《产品质量法》中明确了产品的生产者、经销者的质量责任和义务，售出的产品不符合规定要求时，应当负责修理、更换、退货；给购买产品的消费者造成损失的应当赔偿损失，即所谓三包的原始概念。理論上国有企业、集体所有制企业、私营企业、三资企业以及个体工商户和个人合伙等都在必須提供三包範圍內，進口產品也在範圍內。
以后在《消费者权益保护法》中三包的要求成了重要法律依据之一。以法律形式明确产品的生产者、销售者对售出的产品承担三包责任。此後逐級滲透至部门一些关于三包的管理办法，明确了三包产品的目录、三包”的范围和期限等要求，加強了可操作性，第一批官方強制發佈实施三包的部分产品共18种：自行车、吸尘器、家用空调器、吸排油烟机、燃气热水器、彩电视、黑白电视、家用录像机、摄像机、收录音机、电子琴、家用电冰箱、洗衣机、电风扇、微波炉、摩托车、缝纫机、钟表。21世紀後移动电话、固定电话、微型计算机 (PC)、家用视听产品等4种产品也加入。
之後在《工业产品质量责任条例》、《产品质量法》和《消费者权益保护法》发布后，也看出了三包的影子，在维护消费者合法权益方面发挥了促进作用。央視13台也開闢了每周质量报告一節目在社會推廣三包觀念和適用案例。

## 適用情況
消费者购买产品出现以下情况，有权要求经销者承担三包责任：
- 不具备产品应当具备的使用性能，而事先没有说明的
- 产品修理两次仍不能正常使用
- 不符产品说明、实物样品等方式表明的质量状况
- 产品经技术监督行政部门等法定部门检验不合格
- 不符合明示采用的产品标准要求

## 適用時間

### 七日段
产品自售出之日起7日内，发生性能故障，消费者可以选择退货、换货或修理，店家不得異議、不得收取運費或任何費用。

### 十五日段
产品自售出之日起15日内，发生性能故障，消费者可以选择换货或修理，店家不得異議、不得收取運費或任何費用。

### 三年段
在国家发布的第一批实施三包的18种商品中，如彩电、手表等三包有效期，整机分别为半年至一年，主要部件为一年至三年。

### 修理相關
因生产者未供应零配件，自送修之日起超过90日未修好的，消费者可凭修理记录和证明換貨同型号同规格。
修理後再次損壞修理第二次回來後，仍不能正常使用的产品，消费者可凭修理记录和证明，调换同型号同规格的产品或退货。
三包效期应扣除因修理占用和无零配件待修的时间，换货后的“三包”有效期自换货之日起重新计算。修理者应保证修理后的产品能够正常使用30日以上，生产者应保证在产品停产后5年内继续 供符合技术要求的零配件。

## 爭議
有學者認為1995年发布的《部分商品修理、更换、退货责任规定》中，“对已使用过的商品按本规定收取折旧费” 等条款，違反三包精神，因為很多產品不經使用或使用一段期間，不能發現其問題，而折舊費又沒有標準隨商家喊價，造成三包權益受損。